# Гриссер, Томас
Томас Георг Гриссер (нем. Thomas Georg Griesser; род. 4 марта 1967, Таль, Санкт-Галлен) — австрийский легкоатлет швейцарского происхождения, специалист по бегу на короткие дистанции. Выступал за сборную Австрии по лёгкой атлетике в 1990-х годах, многократный победитель и призёр первенств национального значения, действующий рекордсмен страны в нескольких спринтерских дисциплинах, участник летних Олимпийских игр в Атланте.

## Биография
Томас Гриссер родился 4 марта 1967 года в коммуне Таль, Швейцария. Занимался лёгкой атлетикой в Форарльберге в местном клубе LG Montfort.
С 1993 года входил в число сильнейших австрийских спринтеров, побеждал на чемпионате Австрии в индивидуальных дисциплинах и эстафетах.
В феврале 1996 года на соревнованиях в Вене установил ныне действующий рекорд Австрии в эстафете 4×200 метров в помещении (1:25.21), тогда как в июне на международном турнире Luzern Spitzenleichtathletik в швейцарском Люцерне установил национальный рекорд в эстафете 4×100 метров на открытом стадионе (39,16), который так же остаётся непревзойдённым. Благодаря череде успешных выступлений удостоился права защищать честь страны на летних Олимпийских играх в Атланте, стартовал в дисциплине 200 метров и эстафете 4 × 100 метров (партнёры Мартин Шютценауэр, Мартин Лахкович и Кристоф Пёстингер) — в обоих случаях не смог преодолеть предварительный квалификационный этап.
В 1997 году принимал участие в чемпионате мира в помещении в Париже — на предварительном квалификационном этапе эстафеты 4×400 метров установил ныне действующий рекорд Австрии — 3:08.37, затем в финале с результатом 3:11.47 занял пятое место. Летом на чемпионате мира в Афинах установил национальный рекорд в эстафете 4×400 метров на открытом стадионе — 3:02.95, но в финал не вышел.
Впоследствии оставался действующим профессиональным спортсменом вплоть до 2004 года, неоднократно становился чемпионом Австрии и Швейцарии в беге на 200 метров, эстафетах 4×100 и 4×400 метров, хотя в крупных международных соревнованиях больше не участвовал.